# Botunje
Botunje (em cirílico: Ботуње) é uma vila da Sérvia localizada no município de Pivara, pertencente ao distrito de Šumadija, na região de Šumadija. A sua população era de 671 habitantes segundo o censo de 2011.

## Demografia
| 1948 | 1953 | 1961 | 1971 | 1981 | 1991 | 2002 | 2011 |
| ---- | ---- | ---- | ---- | ---- | ---- | ---- | ---- |
| 1201 | 1175 | 1083 | 924  | 893  | 810  | 649  | 671  |